# Harpalus fractus
Harpalus fractus är en skalbaggsart som beskrevs av Thomas Casey. Harpalus fractus ingår i släktet Harpalus och familjen jordlöpare. Inga underarter finns listade i Catalogue of Life.